# Fährwall 5 (Stralsund)

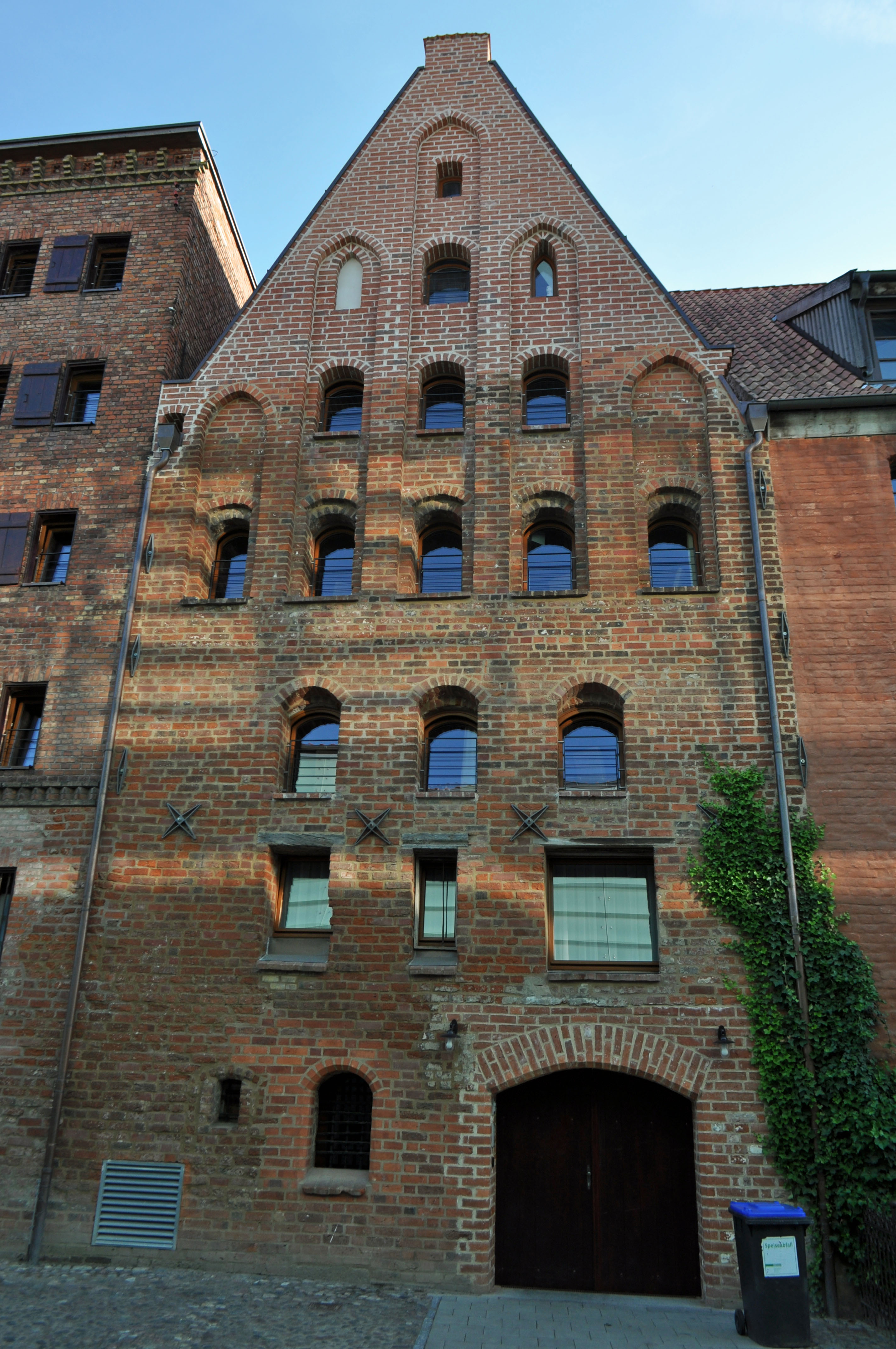
Das Haus Fährwall 5 in Stralsund (2013)

Das Haus mit der postalischen Adresse Fährwall 5 ist ein denkmalgeschütztes Gebäude in der Hansestadt Stralsund am Fährwall.
Das dreigeschossige Haus ist als ehemaliger Bestandteil der Stralsunder Stadtmauer mittelalterlichen Ursprungs. Es wurde zunächst als Speicher genutzt.
Die Fassade ist in Backstein ausgeführt. Das giebelständige Gebäude weist eine Blendengliederung auf. Der Giebel des bis dahin stark verfallenen Gebäudes wurde bei der umfangreichen Sanierung in den Jahren 2012 und 2013 wieder ergänzt. Seit der Sanierung dient das Gebäude zusammen mit den Häusern Fährwall 6, Fährstraße 25 und dem Gebäudekomplex Fährstraße 23/24 als Hotel.
Das Haus liegt im Kerngebiet des von der UNESCO als Weltkulturerbe anerkannten Stadtgebietes des Kulturgutes „Historische Altstädte Stralsund und Wismar“. In die Liste der Baudenkmale in Stralsund ist es mit der Nummer 185 eingetragen.